# 푸른 일기

## 개요
푸른 일기는 1991년 12월 18일에서 1992년 8월 16일까지 방영되었던 청소년 다큐멘터리 프로그램이다.

## 방송 시간
| 방송 기간                          | 방송 시간                       | 방송 분량 |
| ---------------------------------- | ------------------------------- | --------- |
| 1991년 12월 18일 ~ 1992년 3월 18일 | 매주 목요일 저녁 7시 5분~8시    | 55분      |
| 1992년 3월 29일 ~ 1992년 8월 16일  | 매주 일요일 오전 11시 10분~12시 | 50분      |

## 기획 의도
본 프로그램에서는 청소년들의 세계에 깊숙이 들어가 그들이 무엇을 생각하고 어떤 정서를 가지고 있는지 그들의 다양한 상황을 조명하여 시청자들로 하여금 우리의 청소년들의 참모습을 새롭게 이해하도록 한다 국민학교 아동에서부터 대학생까지를 포함하는 모든 신세대 중에서 주인공을 선정, 그들을 중심으로 벌어지는 상황을 주인공의 평범한 일상 보다는 프로그램의 주제가 살아날 수 있도록 구성한다.

## 결방
- 1992년 5월 10일: 부처님 오신날 특집 - 절과 탑의 나라 미얀마 방영
- 1992년 5월 24일: 가정의 달 특집 - 고부 노래자랑 방영
- 1992년 7월 26일: 바르셀로나 올림픽 개회식 재방송 방영